# 李民 (1934年)
李民（1934年—）是一位中国当代历史学家。

## 生平
1934年生于河北元氏县，1959年毕业于开封师范学院（今河南大学）历史系，1962年毕业于南开大学历史系研究生，1965年执教郑州大学至今，博士生导师。主要研究先秦史，特别是殷商史，兼任郑州大学殷商研究所所长，早年曾于北京中华书局协助顾颉刚先生整理《尚书》。

## 著作
- 《<尚书>与古史研究》
- 《夏代文化》
- 《夏商史探索》
- 《古本竹书纪年译注》
- 《殷商社会生活史》

## 荣誉
其论著荣获中华人民共和国国家级，省部级奖励12项，尤其是《<尚书>与古史研究》获得很好的评价，自1983年以来，多次应邀赴加拿大英属哥伦比亚大学（University of British Columbia），日本东京大学（日语：大学の東京都），京都大学（日语：京都大学），香港大学（University of Hong Kong）等世界知名学府讲学和举办专题讲座，并承担耶鲁大学（Yale University）的研究项目。1991年被评为中华人民共和国“全国优秀教师”，次年被认定为国家级有突出贡献的专家，享受国务院颁发的政府特殊津贴。